# 昆廷·布赖斯
昆廷·艾丽斯·路易丝·布赖斯女爵士，AD，CVO（1942年12月23日—），澳大利亚政治人物、律師，為第25任澳大利亚总督。

## 生平
布赖斯出生于布里斯本，其父亲是农业工厂经理。布赖斯大学入读昆士蘭大學，文学及法学双学士毕业。后来悉尼大学於2010年頒贈榮譽法學博士學位。
布赖斯获得讼务律师资格后任职法学讲师，1978年起历任全国女性顾问理事会理事、昆士兰女性信息服务社长、人权和均等机会委员会昆士兰会长、联邦性别歧视专员等，因在女性工作方面的贡献获得一系列勋位和嘉奖，包括皇家维多利亚勋章。

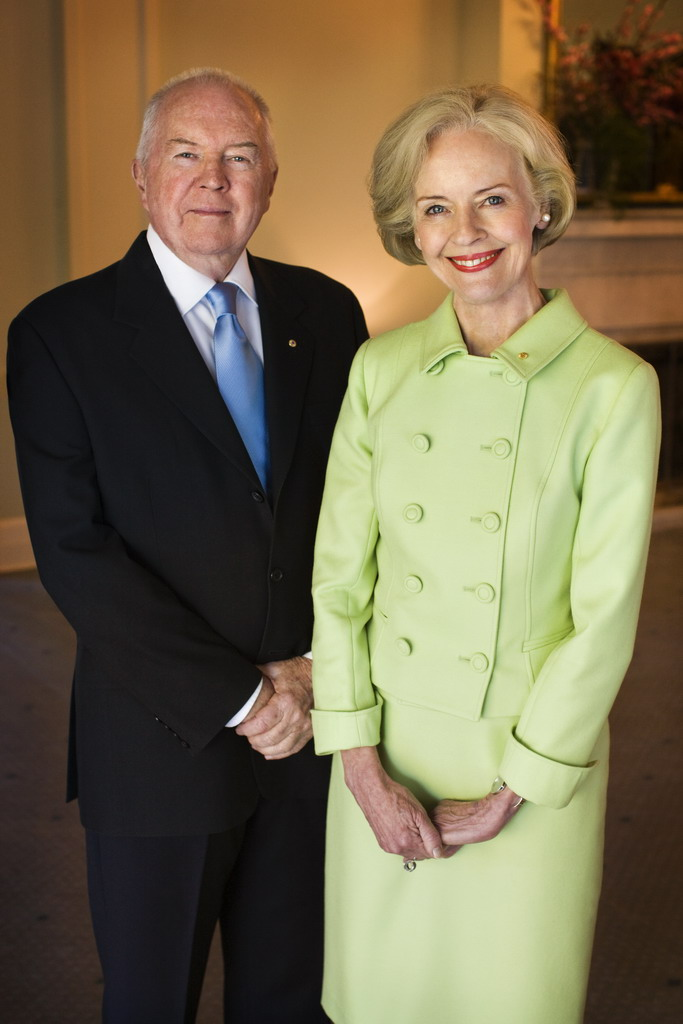
布賴斯夫婦，於2008年

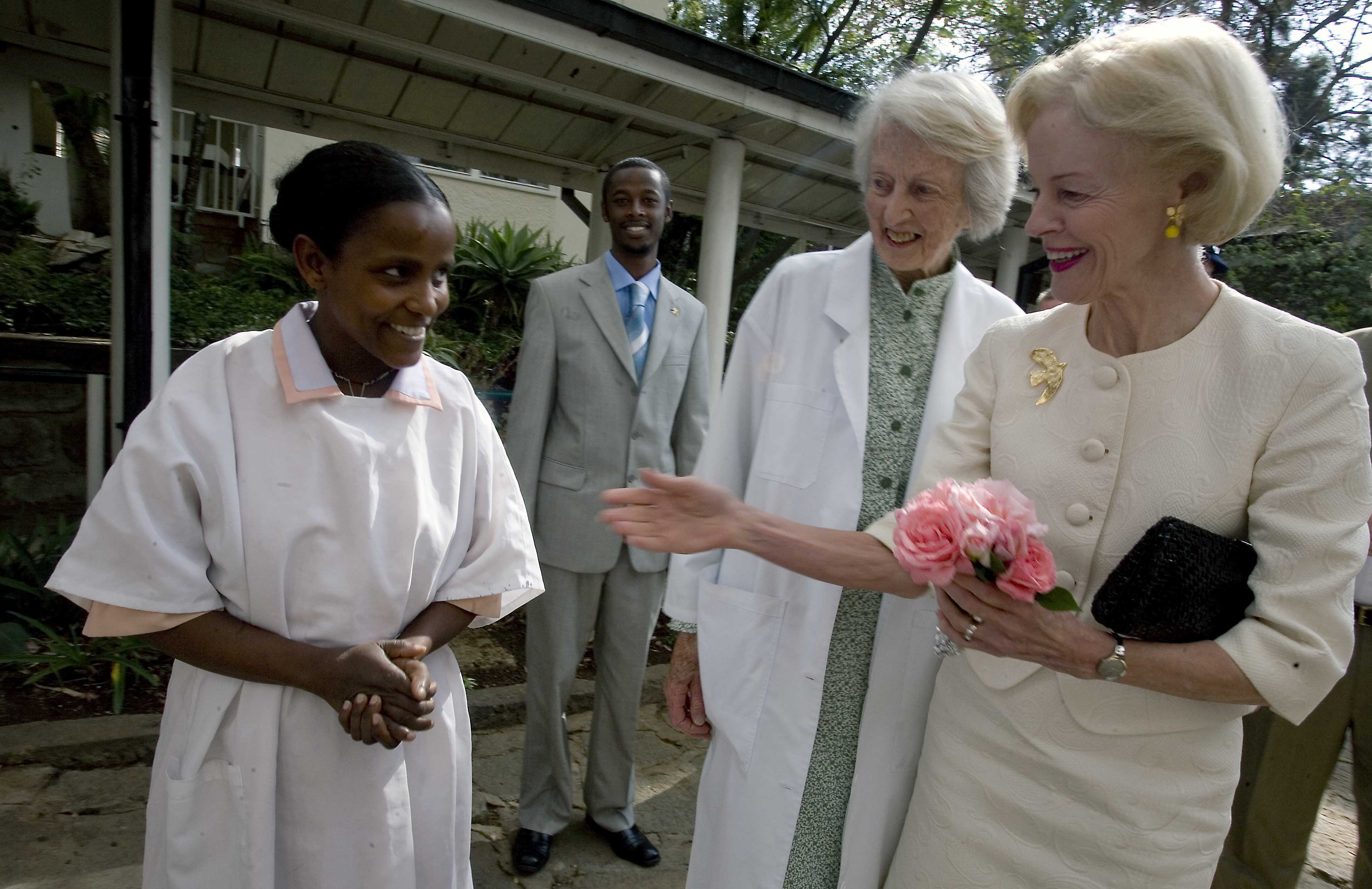
布赖斯访问埃塞俄比亚（2009年3月27日）

2003年就任昆士兰州總督。原本五年任期於2008年被宣布獲延長1年，但因同年4月13日，聯邦總理陆克文宣布布赖斯于同年9月接替任期届满的迈克尔·杰弗里出任澳大利亚总督，故改回如期卸任州督，並升任澳大利亚第一位女性总督。

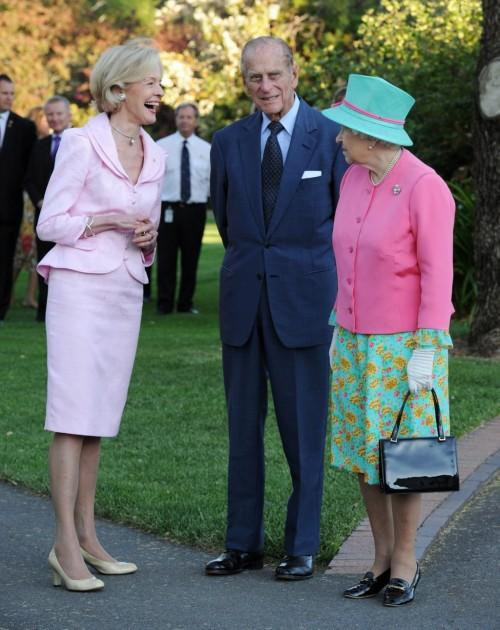
布賴斯與女王和王夫，於2011年

2013年，因她的女兒嫁予時任澳大利亚工党领导人比尔·萧藤，她主動請辭以避嫌，但被時任總理托尼·阿博特輓留。2014年卸任，卸任前3日獲封女爵士。

### 荣誉
|                           | 澳大利亚勋章女爵級勋位 (AD)                                                                     | 2014年3月25日，因時任總理阿博特宣布總督將再次自動獲得爵位而得。          |
| 澳大利亚勋章同伴勋位 (AC) | 2003年4月30日                                                                                   |                                                                          |
| 澳大利亚勋章官佐勋位 (AO) | 1988年1月26日 "In recognition of service to the community, particularly to women and children". |                                                                          |
|                           | 皇家维多利亚勋章司令勋位 (CVO)                                                                  | 2011年10月26日伊丽莎白二世女王访澳时授予。                               |
|                           | 圣约翰爵级天恩司令勋位                                                                          | 2003年11月                                                               |
|                           | 澳大利亚体育奖章                                                                                | 2000年12月25日 "For Services to Women's Cricket".                        |
|                           | 百年奖章                                                                                        | 2001年1月1日 "For service to Australian society in business leadership". |
|                           | 瓦努阿图三十周年纪念章                                                                          | 2010年7月30日                                                            |
|                           | 皇冠大十字勋章                                                                                  | 2010年10月访问汤加时由乔治·图普五世国王授予。                            |

## 爭議
在2013年發表的一篇演講中，布賴斯提到希望將來有朝一日，澳洲的孩童長大後會成為自己國家的元首。此話惹來猛烈批評，批評者認為他作為君主代表，不應發表帶政治立場的言論，更不應公開支持廢除君主制。